# Dolophilodes angulatus
Dolophilodes angulatus är en nattsländeart som beskrevs av Schmid 1964. Dolophilodes angulatus ingår i släktet Dolophilodes och familjen stengömmenattsländor. Inga underarter finns listade i Catalogue of Life.